# Nuh (Distrikt)
Der Distrikt Nuh (Hindi मेवात जिला, Panjabi ਮੇਵਾਤ ਜ਼ਿਲਾ), bis 2016 Mewat, ist ein Distrikt des indischen Bundesstaates Haryana und Teil der National Capital Region. Er befindet sich südlich von Delhi. Verwaltungssitz des Distrikts ist die Stadt Nuh. Der Distrikt nimmt ein Gebiet von 1.507 Quadratkilometern ein und hatte nach der Volkszählung von 2011 eine Bevölkerung von knapp 1,1 Millionen Einwohnern. Größte Bevölkerungsgruppe sind die Meos, eine muslimische Bauernkaste, die für sich selbst rajputische Abstammung in Anspruch nimmt. Der Distrikt wurde am 4. April 2005 aus Teilen der Distrikte Gurgaon (ab 2016 Gurugram) und Faridabad gebildet. Die Umbenennung von Mewat in Nuh erfolgte 2016, weil Mewat eine größere Kulturregion ist, die sich über Haryana, Rajasthan und Uttar Pradesh erstreckt.

## Geografie
Der Distrikt Nuh liegt im Süden Haryanas südwestlich von Delhi. Nachbardistrikte sind Gurugram im Norden, Faridabad im Nordosten, Palwal im Osten sowie Bharatpur im Süden und Alwar im Südwesten. Die beiden letzteren gehören bereits zum Nachbarbundesstaat Rajasthan. Die Entfernung von der Distrikthauptstadt Nuh in das Zentrum Delhis beträgt rund 75 Kilometer.
Der Distrikt hat eine Fläche von 1.507 Quadratkilometern. Das Terrain ist größtenteils flach, im Westen bilden aber die nördlichsten Ausläufer des Aravalligebirges die Grenze des Distrikts.

## Bevölkerung
Nach der Volkszählung 2011 hatte der Distrikt Nuh 1.089.263 Einwohner. Die Bevölkerungsdichte lag mit 723 Einwohnern pro Quadratkilometer über dem Durchschnitt Haryanas (573 Einwohner pro Quadratkilometer). Dabei ist der Distrikt stark ländlich geprägt: Nur 11 Prozent der Distriktbevölkerung lebten 2011 in Städten (der Mittelwert Haryanas betrug 35 Prozent). Nur 54,1 Prozent der Einwohner Nuhs konnten lesen und schreiben. Unter den Frauen waren es sogar nur 37 Prozent. Der Alphabetisierungsgrad lag damit weit unter dem Durchschnitt Haryanas von 76 Prozent.
Die größte Bevölkerungsgruppe in Nuh sind die muslimischen Meos. Nach der indischen Volkszählung 2011 waren 79 Prozent der Einwohner des Distrikts Mewat (Nuh) Muslime und 20 Prozent Hindus. Die rund 860.000 Muslime im Distrikt Mewat machten mehr als die Hälfte der gesamten muslimischen Bevölkerung Haryanas aus.
Die Umgangssprache im Distrikt Nuh ist der Mewati-Dialekt, der zur Rajasthani-Dialektgruppe gehört und in offiziellen Statistiken dem Hindi zugerechnet wird. Als Bildungssprache dient das Standard-Hindi und unter den Muslimen auch Urdu. Bei der Volkszählung 2011 wurden 74 Prozent der Einwohner des Distrikts Mewat (Nuh) als Sprecher des Hindi und 26 Prozent als Sprecher des Urdu gezählt. Unter der Zahl der Hindi-Sprecher sind auch die 35 Prozent, die Mewati als ihre Muttersprache angegeben hatten, subsumiert.

## Verwaltungsgliederung
Der Distrikt Nuh ist in 4 Tehsils gegliedert:
- Ferozepur Jhirka
- Nuh
- Punahana
- Taoru

Städte vom Status eines Municipal Committee sind:
- Ferozepur Jhirka
- Nuh
- Punahana
- Taoru

## Belege
1. 1 2 3  1. District Census 2011. Census of India, abgerufen im Jahr 2021 (englisch).
2. Population Enumeration Data (Final Population): A Series Including Primary Census Abstract Data (Final Population) > Primary Census Abstract Data Tables (India & States/UTs - District Level) (Excel Format). (XLS) Office of the Registrar General & Census Commissioner, India, archiviert vom Original am 23. April 2022; abgerufen im Jahr 2022 (englisch).
2. ↑  A BASELINE SURVEY OF MINORITY CONCENTRATION DISTRICTS OF INDIA: MEWAT (Haryana). (pdf) Indisches Ministerium für Minderheitenangelegenheiten, 2008, abgerufen am 18. April 2022 (englisch).
3. ↑  Gurgaon is now ‘Gurugram’, Mewat renamed Nuh: Haryana government in The Indian Express 12. April 2016
4. ↑  Census of India 2011: Primary Census Abstract - Haryana (PDF; 634 kB).
5. ↑  Census of India 2011:  C-1 Population By Religious Community. Haryana.
6. ↑  Census of India 2011:  C-16 Population By Mother Tongue. Haryana.